# Reasonable Woman
| Recensione   | Giudizio |
| ------------ | -------- |
| The Guardian |          |

Reasonable Woman è il decimo album in studio della cantautrice australiana Sia, pubblicato il 3 maggio 2024 da Monkey Puzzle e Atlantic Records.

## Tracce
1. Little Wing – 3:19 (Sia Furler, Jesse Shatkin)
2. Immortal Queen (featuring Chaka Khan) – 3:20 (Sia Furler, Greg Kurstin, Chaka Khan)
3. Dance Alone (with Kylie Minogue) – 2:52 (Sia Furler, Jesse Shatkin)
4. I Had a Heart – 2:49 (Sia Furler, Jesse Shatkin, Rosalia Vila Tobella)
5. Gimme Love (Reasonable Woman Version) – 3:34 (Sia Furler, Jesse Shatkin)
6. Nowhere to Be – 3:16 (Sia Furler, Jesse Shatkin)
7. Towards the Sun – 2:48 (Sia Furler, Jesse Shatkin)
8. Incredible (featuring Labrinth) – 3:34 (Sia Furler, Timothy McKenzie)
9. Champion (featuring Tierra Whack, Kaliii & Jimmy Jolliff) – 2:41 (Sia Furler, Jesse Shatkin, Ernest Brown, Tierra Whack, Kaliya Ross, Jimmy Jolliff, Joshua Goods)
10. I Forgive You – 4:20 (Sia Furler, Jesse Shatkin)
11. Wanna Be Known – 3:46 (Sia Furler, Jesse Shatkin)
12. One Night – 2:59 (Sia Furler, Jesse Shatkin, Megan Bülow, Gabriel Noel, Max Wolfgang)
13. Fame Won't Love You (with Paris Hilton) – 3:20 (Sia Furler, Jesse Shatkin)
14. Go On – 3:14 (Sia Furler, Jesse Shatkin, Benjamin Levin, Jasper Harris, Magnus Høiberg)
15. Rock and Balloon – 4:00 (Sia Furler, Jesse Shatkin)

Traccia bonus Spotify
1. Gimme Love – 2:57 (Sia Furler, Jesse Shatkin)

Traccia bonus edizione giapponese
1. Did Me a Favor – 4:47 (Sia Furler, Greg Kurstin)